# Face (luta profissional)
Na luta profissional, um face ou babyface (no wrestling britânico é tradicionalmente referido como blue-eye, na lucha libre [luta mexicana] como um technico ou técnico e no Brasil como Volante) é um personagem que é retratado como um herói, ao contrário do Heel que faz papel de vilão. A maioria das storylines colocam um face contra um Heel

## Comportamento

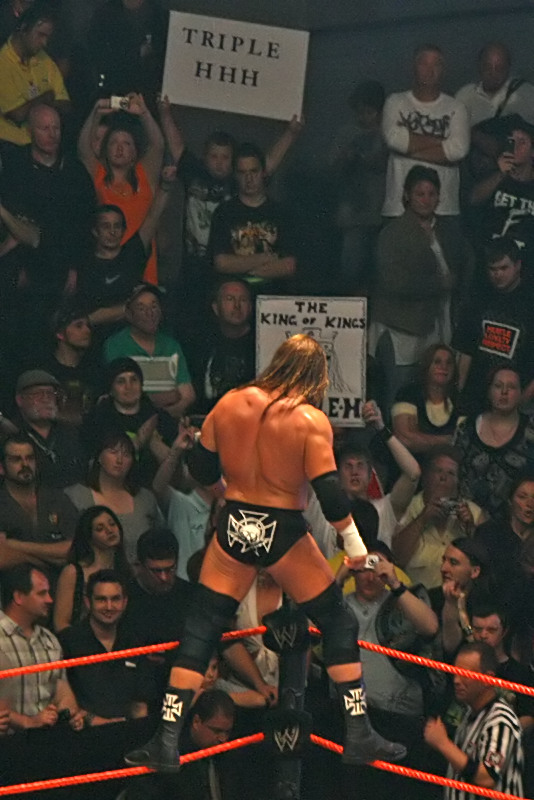
Triple H

Babyfaces são tradicionalmente wrestlers ou funcionários que não quebram as regras, seguem ordens dos juízes enquanto luta, são educados e se comportam diante dos fãs e frequentemente mostram que "ser bom é melhor do que ser mau" enquanto lutam contra um heel e ganham mesmo o heel tendo usado técnicas sujas de luta. Enquanto diversos faces ainda se encaixam neste modelo, outra versão do face é o tweener, que é, basicamente, um face com alguns traços de heel.
Entretanto, essa imagem de babyface mudou nos anos 90, com a criação da ECW, o início da NWA da WCW e a The Attitude Era da World Wrestling Federation. Nessa época, wrestlers como Stone Cold Steve Austin e Sting usavam táticas parecidas com as tradicionais de heels, e mesmo assim se tornaram wrestlers populares até hoje.
Com isso, alguns poucos wrestlers faces começaram a ser vaiados no mundo inteiro por diversas causar como move-set limitado, campeão por muito tempo ou até por não ser interessante. Com isso, a regra antiga do wrestling de que babyfaces deviam entrar no ringue com aplausos e elogios e heels entrar com vaias acabou, e ficou misturado. Um exemplo disso é The Rock, que no início de sua carreira na WWF, era um face clássico, mas os fãs desprezavam ele mesmo assim. As constantes tentativas de levar o público para o lado dele só o deixavam menos popular. Ironicamente, The Rock mais tarde conseguiu uma enorme popularidade por ser um personagem em que aproveita sua capacidade em mic-skill para zoar todo mundo nos backstages e em entrevistas. John Cena é também, um babyface clássico, mas há um histórico de reações mistas quando ele entra, mesmo o público o recebendo calorosamente.